# دومينيكو سيشلياني
دومينيكو سيشلياني (بالإيطالية: Domenico Siciliani)‏ (و. 1879 - ت. 1938) هو قائد عسكري إيطالي. تولى حكم مستعمرة برقة بالنيابة عن بييترو بادوليو الذي أصبح حاكماً وحيداً لمستعمرتي برقة وطرابلس الإيطاليتين منذ يناير 1929. ظل سيشلياني في هذا المنصب حتى مارس 1930.